# Polysastra micropunctata
Polysastra micropunctata es una especie de insecto coleóptero de la familia Chrysomelidae.
Fue descrita científicamente en 1983 por Shute.